# Lekkoatletyka na Letnich Igrzyskach Olimpijskich 1948 – skok w dal kobiet
Skok w dal kobiet – był jedną z konkurencji lekkoatletycznych rozgrywanych podczas igrzysk olimpijskich w Londynie. Zawody odbyły się w dniu 4 sierpnia 1948 roku na Empire Stadium. Wystartowało 26 zawodniczek.

## Rekordy
Tabela uwzględnia rekordy uzyskane przed rozpoczęciem rywalizacji.
|               | Zawodniczka                  | Wynik  | Miejsce | Data             |
| ------------- | ---------------------------- | ------ | ------- | ---------------- |
| Rekord świata | Holandia Fanny Blankers-Koen | 6,25 m | Lejda   | 19 września 1943 |

## Terminarz
| Data            | Godzina |              |
| --------------- | ------- | ------------ |
| 4 sierpnia 1948 | 11:00   | Kwalifikacje |
| 4 sierpnia 1948 | 16:30   | Finały       |

## Wyniki
Do finału awansowało 12 zawodniczek z najlepszymi rezultatami. Minimum kwalifiakacyjne wynosiło 5,30 m.
| Pozycja | Zawodniczka                | Kraj              | Kwalifikacje | Finał | Uwagi |
| ------- | -------------------------- | ----------------- | ------------ | ----- | ----- |
| 1.      | Olga Gyarmati              | Węgry             | 5,43         | 5,695 | OR    |
| 2.      | Noemí Simonetto de Portela | Argentyna         | 5,56         | 5,60  |       |
| 3.      | Ann-Britt Leyman           | Szwecja           | 5,47         | 5,575 |       |
| 4.      | Gerda van der Kade-Koudijs | Holandia          | 5,44         | 5,57  |       |
| 5.      | Neeltje Karelse            | Holandia          | 5,36         | 5,545 |       |
| 6.      | Kathleen Russell           | Jamajka           | 5,61         | 5,495 |       |
| 7.      | Judy Canty                 | Australia         | 5,29         | 5,38  |       |
| 8.      | Yvonne Chabot-Curtet       | Francja           | 5,64         | 5,35  |       |
| 9.      | Maria Oberbreyer           | Austria           | 5,35         | 5,24  |       |
| 10.     | Ilse Steinegger            | Austria           | 5,30         | 5,195 |       |
| 11.     | Vinton Beckett             | Jamajka           | 5,435        | 5,145 |       |
| 12.     | Emma Reed                  | Stany Zjednoczone | 5,29         | 4,845 |       |
| 13.     | Kaisa Parviainen           | Finlandia         | 5,270        | NQ    |       |
| 14.     | Lillian Young              | Stany Zjednoczone | 5,260        | NQ    |       |
| 15.     | Silvana Pierucci           | Włochy            | 5,235        | NQ    |       |
| 16.     | Phyllis Lightbourn-Jones   | Bermudy           | 5,23         | NQ    |       |
| 17.     | Elaine Silburn             | Kanada            | 5,22         | NQ    |       |
| 18.     | Henryka Słomczewska-Nowak  | Polska            | 5,19         | NQ    |       |
| 19.     | Jean Walraven              | Stany Zjednoczone | 5,18         | NQ    |       |
| 20.     | Margaret Erskine           | Wielka Brytania   | 5,14         | NQ    |       |
| 21.     | Lorna Lee                  | Wielka Brytania   | 5,125        | NQ    |       |
| 22.     | Gertrudes Morg             | Brazylia          | 5,12         | NQ    |       |
| 23.     | June Maston                | Australia         | 5,06         | NQ    |       |
| 24.     | Joan Shepherd              | Wielka Brytania   | 5,005        | NQ    |       |
| 25.     | Marguerite Martel          | Francja           | 4,95         | NQ    |       |
| 26.     | Milly Ludwig               | Luksemburg        | 4,505        | NQ    |       |